# A London Symphony
A London Symphony (Simfonica londinenca) és la segona simfonia que va compondre Ralph Vaughan Williams. L'obra de vegades s'anomena Simfonia núm. 2, encara que el compositor no va designar aquest nom per a l'obra. Interpretada per primera vegada el 27 de març de 1914 al Queen's Hall, dirigida per Geoffrey Toye, la partitura original d'aquesta simfonia de quatre moviments es va perdre i es va reconstruir posteriorment. Vaughan Williams va continuar les revisions de l'obra fins a la seva forma definitiva, que es va publicar el 1936.

## Instrumentació
L'obra està escrita per a:
- Instruments de vent fusta: tres flautes (el tercer doblant amb flautí), dos oboès, corn anglès, dos clarinets, clarinet baix, dos fagots, contrafagot
- Metall: quatre trompes, dues trompetes, dues cornetes, tres trombons, tuba
- Percussió: timbals, bombo, caixa, triangle, tam-tam, cascavells, plats, glockenspiel
- Cordes: arpa i cordes.[1]

## Estructura
Vaughan Williams va dir que tot i que el títol pot suggerir una peça programàtica (i l'obra inclou sons escoltats a Londres com el Westminster Quarters), es pretenia que s'escoltés com a música absoluta. En una nota del programa el 1920, va suggerir que Simfonia d'un londinenc podria ser un títol millor. Tanmateix, va permetre que el director d'orquestra Albert Coates proporcionés descripcions elaborades per a l'actuació de 1920.
La simfonia està en quatre moviments.

### 1.Lento– Allegro risoluto
La simfonia s'obre tranquil·lament, i després d'uns quants compassos nocturns s'escolten les campanades de Westminster, tocades a l'arpa.
Després d'una pausa silenciosa, la secció d'allegro risoluto, gran part en triple forte, és vigorosa i enèrgica, i el següent segon tema, dominat pel vent i els metalls, no ho és menys (evocant "Hampstead Heath en un dia d'agost del Bank Holiday" i fent referència a 'have a banana' de la cançó popular Let's All Go Down the Strand, escrita uns anys abans).
Després d'un suau interludi contrastat per a sextet de corda i arpa, els temes vigorosos tornen i donen un final animat al moviment, amb una orquestra completa tocant fortissimo.

### 2.Lento
El moviment s'obre amb cordes silenciades tocant ppp. Vaughan Williams va dir que el moviment lent pretén evocar " Bloomsbury Square en una tarda de novembre".
Temes tranquils dirigits al seu torn pel corn anglès, la flauta, la trompeta i la viola donen pas a una secció de forte greu i apassionada, després de la qual el moviment disminueix gradualment a la seva dinàmica tranquil·la original.

### 3.Scherzo (Nocturne)
En paraules del compositor, "Si l'oient s'imaginés a si mateix parat a Westminster Embankment a la nit, envoltat pels sons llunyans de The Strand, amb els seus grans hotels a un costat i el "New Cut" a l'altre, amb els seus carrers plens de gent i llums enceses, pot servir com a estat d'ànim per escoltar aquest moviment". En la partitura definitiva, el moviment gira al voltant de dos temes scherzo, el primer marcat com a fugato i el segon directe i viu.
La peça es tanca amb cordes silenciades tocant pppp.

### 4. Finale– Andante con moto– Maestoso alla marcia– Allegro—Lento– Epilogue
El finale s'obre amb un tema de marxa sepulcral, escrit amb una secció d'allegro més lleugera, amb una orquestra completa inicialment forte i appassionato. Després de la reaparició de la marxa, torna el tema principal allegro del primer moviment. Després d'això, les campanes de Westminster tornen a tocar, aquesta vegada l'arpa toca les primeres campanes de tres quarts d'hora, i hi ha un epíleg tranquil, inspirat en l'últim capítol de la novel·la Tono-Bungay de HG Wells:
| « | L'últim gran moviment de la London Symphony en el qual el veritable esquema de l'antic ordre es veu eclipsat i engolit... Llum rere llum s'apaga. Anglaterra i el Regne, la Gran Bretanya i l'Imperi, els vells orgulls i les antigues devocions, planegen, cap enrere, s'enfonsen a l'horitzó, passen – passen. El riu passa: passa Londres, passa Anglaterra. | » |

## Història i versions
La simfonia va ser composta entre 1912 i 1913. Està dedicat a l'amic i també compositor George Butterworth (1885–1916), que posteriorment va ser assassinat per un franctirador al Somme durant la Primera Guerra Mundial. Va ser Butterworth qui primer havia animat Vaughan Williams a escriure una simfonia purament orquestral. Vaughan Williams va dir que:
| « | Estàvem parlant junts un dia quan va dir amb la seva manera brusca: "Ja saps, hauries d'escriure una simfonia". Vaig respondre... que mai havia escrit una simfonia i mai tenia la intenció de... suposo que les paraules de Butterworth em van picar i, de totes maneres, vaig mirar alguns esbossos que havia fet per... un poema simfònic sobre Londres i vaig decidir posar-lo en forma simfònica... A partir d'aquell moment, la idea d'una simfonia va dominar la meva ment. Vaig ensenyar els esbossos a George a poc a poc a mesura que anaven sent acabats, i va ser llavors quan em vaig adonar que tenia en comú amb molt pocs compositors un meravellós poder de crítica de l'obra d'altres homes i de conèixer les seves idees i motius. Mai seré prou agraït per tot el que va fer per mi durant aquest treball i la seva ajuda no es va quedar curta amb les crítiques. | » |

L'obra es va representar per primera vegada el 27 de març de 1914 al Queen's Hall, dirigida per Geoffrey Toye. La segona actuació es va fer a Harrogate el 12 d'agost de 1914 per l'Ajuntament de Harrogate. Orquestra dirigida per Julian Clifford. El compositor, ajudat per Geoffrey Toye, Butterworth i el crític EJ Dent, va reconstruir la partitura a partir de les parts orquestrals, i la reconstrucció va ser realitzada l'11 de febrer de 1915 per l'Orquestra Municipal de Bournemouth sota la direcció de Dan Godfrey.
La simfonia va passar per diverses revisions abans d'arribar a la seva forma final. Vaughan Williams la va revisar per a una actuació el març de 1918 i de nou el 1919-1920. Aquesta segona revisió es va convertir en la primera versió publicada, i va ser gravada per al gramòfon el 1925 per l'⁣Orquestra Simfònica de Londres dirigida per Sir Dan Godfrey. També va ser gravat l'any 1941 per l'⁣Orquestra Simfònica de Cincinnati dirigida per Sir Eugene Goossens. Ja havia rebut la seva estrena americana el 20 de desembre de 1920 quan l'⁣Orquestra Simfònica de Nova York la va tocar sota la batuta d'⁣Albert Coates.
Mentre treballava en la seva Quarta Simfonia el 1933, Vaughan Williams va tenir temps per a revisar una altra vegada A London Symphony. Considerava aquesta versió, que es va publicar l'any 1936, com la definitiva, i és aquesta la que va entrar en el repertori, sent interpretada en concert i gravada per molts directors.
El 2001, va aparèixer un nou enregistrament comercial a Chandos de la partitura original de 1914, després del consentiment de la vídua del compositor, Ursula Vaughan Williams, només per a un enregistrament, sense actuacions en directe. El nou enregistrament de la partitura original de 1914 va cridar l'atenció de diversos crítics musicals, inclosos alguns comentaris que el compositor havia tallat molts compassos de música interessant. Richard Tiedman va comentar:
| « | La partitura de 1913 és més meditativa, fosca i de to tràgic, gairebé mahleriana en la seva inclusió. El 1933, el concepte d'arquitectura simfònica de Vaughan Williams s'estava alineant més amb la lògica i severitat de Sibelius. | » |

Andrew Clements també va remarcar:
| « | Algunes de les excisions semblen haver estat sensates: el final és perillosament episòdic en la primera versió... Gran part del que es va eliminar és música de descripció poètica viva. Els admiradors de Vaughan Williams, sens dubte, voldran escoltar tota aquesta música restaurada, una part d'una qualitat molt alta, i encara que no suplanta la versió de l'obra que coneixem, és una incorporació molt valuosa al catàleg. | » |

Les principals diferències entre la primera i l'última versió es poden resumir de la següent manera:
- Primer moviment: es va tallar un compàs de la versió de 1914.
- Moviment lent: 52 compassos de la partitura de 1914 es van tallar el 1933/36, principalment de la coda tranquil·la.
- Scherzo: Al final de l'original hi ha un passatge fosc andantino, del qual no sobreviu cap rastre en la versió definitiva.
- Finale: A la partitura de 1914, la secció central en mi menor, familiar en el text definitiu, és interrompuda per un "crit d'angoixa" orquestral basat en el tema inicial, després del qual es reprèn l'allegro. Després de la conclusió de la secció d'allegro, la partitura de 1914 té una llarga secció andantino per a les cordes i els instruments de vent-fusta que Vaughan Williams va descartar com "una mala melodia d'himne". Finalment, l'epíleg original s'estén a 109 compassos.[11]

A continuació es mostra un resum dels canvis realitzats entre l'original i les dues versions publicades. Mostra el nombre de compassos de cada moviment i el total de tota la simfonia:
| Versió | Mvt I | Mvt II | Mvt III | Mvt IV | Epíleg | Total |
| ------ | ----- | ------ | ------- | ------ | ------ | ----- |
| 1914   | 408   | 202    | 386     | 227    | 109    | 1322  |
| 1920   | 407   | 162    | 398     | 173    | 85     | 1225  |
| 1933   | 407   | 150    | 398     | 162    | 60     | 1177  |

La versió final és més de vint minuts més curta que l'original, tal com mostren alguns temps indicatius:
Versió de 1914:
- Orquestra Simfònica de Londres/Richard Hickox : 61:19 (I: 15:04; II: 16:16; III: 11:04; IV: 18:50)[8]

Revisió de 1920 :
- Orquestra Simfònica de Londres/Dan Godfrey (rec 1925): 44:39 (I:13:37: II:12:17; III: 7:07; IV: 11:45) [Godfrey ja havia gravat el primer moviment (amb un tall molt important) i segon moviment (complet) el 1923, amb les mateixes forces. Tanmateix, aquesta gravació posterior encara no és una actuació completa, ja que ara va tallar 23 compassos de l'Epíleg per tal que encaixés a 12 costats. El tall va ser de 9 compassos després de T fins a W. Això és exactament el que faria el compositor més tard per a la versió final de 1933, deixant la sospita que podria haver estat influenciat per l'enregistrament de Godfrey.][14][15]
- Cincinnati Symphony Orchestra/Eugene Goossens (rec 1941): 38:45 (I:11:06: II:9:22; III: 5:09; IV: 13:15) [Aquesta actuació no fa cap tall, però no toca la repetició en el tercer moviment.][16]

Revisió 1933/36 :
- Queen's Hall Orchestra/Sir Henry Wood (rec 1936): 37:09 (I:11:40: II:8:39; III: 5:21; IV: 10:49)[17]
- Orquestra Filharmònica de Londres/Sir Adrian Boult (rec 1971): 43:03 (I: 14:24; II: 9:32; III:7:07; IV:12:00)[18]

La recepció concedida a l'enregistrament de Chandos de la partitura de 1914 va persuadir Ursula Vaughan Williams perquè permetés una interpretació en directe de la versió original. El novembre de 2003, Richard Hickox va dirigir la partitura original de 1914 amb la London Symphony Orchestra al Barbican, en la primera actuació en directe d'aquesta versió des de 1918. The Proms van presentar una actuació addicional en directe de la versió de 1914 el 19 de juliol de 2005, amb Hickox dirigint la BBC National Orchestra of Wales.
En el seu comentari de l'enregistrament de Chandos de la versió original, Michael Kennedy va situar l'estat de la partitura original com a subordinat a la versió final publicada el 1936:
| « | No hi ha dubte que la versió original substitueixi la revisió. La partitura de 1936 representa la simfonia tal com Vaughan Williams volia que existís per a la posteritat. Els retalls i els repunts van ser decisions seves, no obligades, com les de Bruckner, per amics benintencionats. Vaughan Williams va demanar consell, i ho va fer, però mai el va prendre en contra de les seves pròpies inclinacions. | » |

## Enregistraments
- Dan Godfrey – London Symphony Orchestra (LSO) – Columbia 78s L 1717–22 (24 d'abril i 1 de maig de 1925)
- Henry Wood – Queen's Hall Orchestra – Decca 78s X 114–8 (21–22 d'abril de 1936)
- Eugene Goossens – Cincinnati Symphony Orchestra – RCA Victor 78s 11 8375–8379 al conjunt M 916 (19–20 de febrer de 1941)
- Dmitri Mitropoulos - Orquestra Simfònica de la NBC (+ l'enregistrament de Malcolm Sargent de la Simfonia núm. 9) - Pristine Audio XR PASC 234 (Studio 8H, Nova York, 9 de desembre de 1945)
- Adrian Boult – London Philharmonic Orchestra (LPO) – Decca LXT 2693 (Kingsway Hall, 8–11 de gener de 1952)
- John Barbirolli – Hallé – Pye Red Label CCL 30134 (Free Trade Hall, 28-29 de desembre de 1957)
- Malcolm Sargent – Chicago Symphony Orchestra (+ música de Copland + Schuman-W) - CSO CD 4677 00-07 (Ravinia, 6 de juliol de 1967)
- John Barbirolli - Hallé - HMV ASD 2360 (Abbey Road, Londres, 11-14 de juliol de 1967)
- Adrian Boult - LPO - HMV ASD 2740 (Kingsway Hall, 1-2 de març de 1971)
- Andre Previn - LSO - RCA Red Seal SB 6860 (Kingsway Hall, 6-7 de gener de 1972)
- Vernon Handley - LPO - Classics for Pleasure CFP 40286 (Kingsway Hall, 5-6 de gener de 1977)
- Andre Previn – Royal Philharmonic Orchestra (+ The Lark Ascending) - Telarc CD 80138 (Fairfield Halls, Croydon, 15–16 setembre 1986)
- Bernard Haitink - LPO (+ Fantasia on a Theme de Thomas Tallis) - EMI CDC 7 49394 2 (Abbey Road, 9 d'octubre de 1986)
- Bryden Thomson - LSO (+ Concerto grosso) - Chandos CHAN 8629 (St Jude-on-the-Hill, Hampstead, 14-15 de març de 1988)
- Gennady Rozhdestvensky – URSS StSO – Melodiya CD 10-02170-2 (Edifici Philharmonia, Leningrad, 2 de maig de 1988)
- Owain Arwel Hughes – Philharmonia (+ música d'Elgar + Irlanda) - ASV CD DCA 634 (Església de Sant Pere, Morden, 1–2 de desembre de 1988)
- Leonard Slatkin – Philharmonia (+ Norfolk Rhapsody No. 1 in e + Fantasia on a Theme by Thomas Tallis) - RCA Victor Red Seal 09026-61193-2 (Abbey Road, 1 de juny al 29 de novembre de 1991)
- Vernon Handley – Royal Liverpool Philharmonic Orchestra (RLPO) (+ Simfonia núm. 8) - EMI Eminence CD EMX 2209 (Philharmonic Hall, Liverpool, 3–4 de març de 1992)
- Andrew Davis – BBC SO (+ Simfonia núm. 8) - Teldec 4509-90858-2 (Església de Sant Agustí, Londres, març de 1993)
- Kees Bakels - Orquestra Simfònica de Bournemouth (+ Obertura a The Wasps) - Naxos 8.550734 (Poole Arts Centre, 5-6 d'abril de 1993)
- Roger Norrington – LPO (+ Fantasia on a Theme de Thomas Tallis + Serenade to Music) - Decca 467 047-2 (25–27 de novembre de 1996)
- Richard Hickox (partitura original de 1914) – LSO (+ música de Butterworth) - Chandos CHAN 9902 (19 de desembre de 2000)
- Christopher Seaman - Melbourne SO (+ música de Chopin + Dukas) - ABC Classics 476 8363 (Hamer Hall, Melbourne, 6-7 de maig de 2005)
- Mark Elder – Hallé – (+ Concert per a oboe) - Hallé CD HLL 7529 (Bridgewater Hall, 14 d'octubre de 2010)
- Christopher Seaman – Rochester Philharmonic Orchestra (+ Serenade to Music) - Harmonia Mundi HMU 807567 (març de 2011)
- Martin Yates (versió de 1920) - Royal Scottish National Orchestra (+ Concert en do per a 2 pianos i orquestra) - Dutton Epoch CDLX 7322 (13 de gener de 2015)
- Andrew Manze – RLPO (+ Simfonia núm. 8) - Onyx 4155 (Philharmonic Hall, Liverpool, 29-30 de març de 2015)
- Martyn Brabbins (versió de 1920) - BBC SO (+ Sound Sleep + Orpheus With His Lute + Variations for Brass Band) - Hyperion CDA 68190 (Henry Wood Hall, novembre de 2016)
- Lynn Arnold i Charles Matthews (pianos). Arranjament de la versió de 1920 per a duet de piano d'Archibald Jacob . Albion ALBCD046 (2021)